# Волошка лучна
Волошка лучна, блават багровий, васильок луговий, васильок польовий (Centaurea jacea) — польова рослина родини айстрових.

## Опис

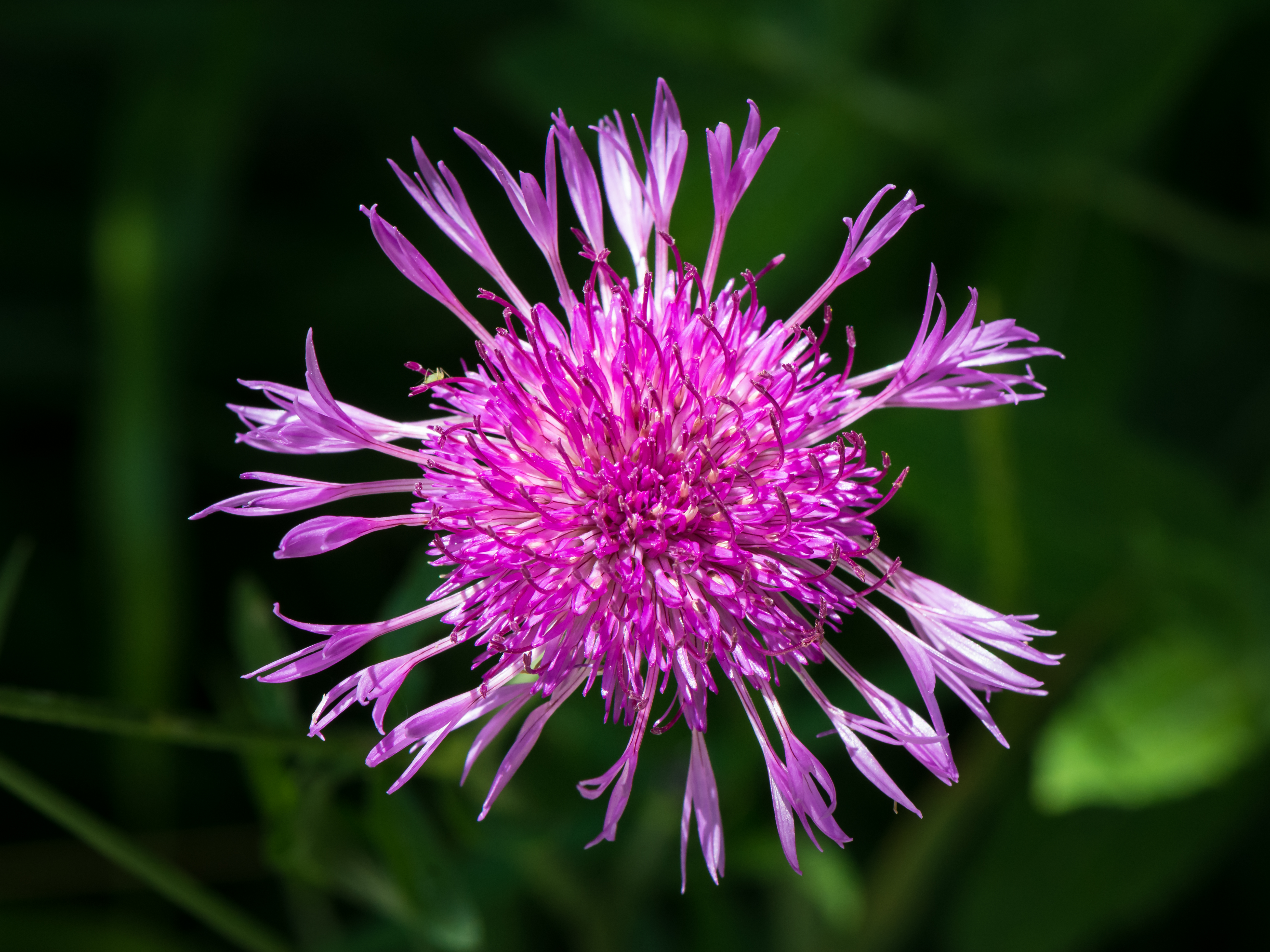
Волошка лучна (Centaurea jacea) в Нижній Австрії, Республіки Австрія

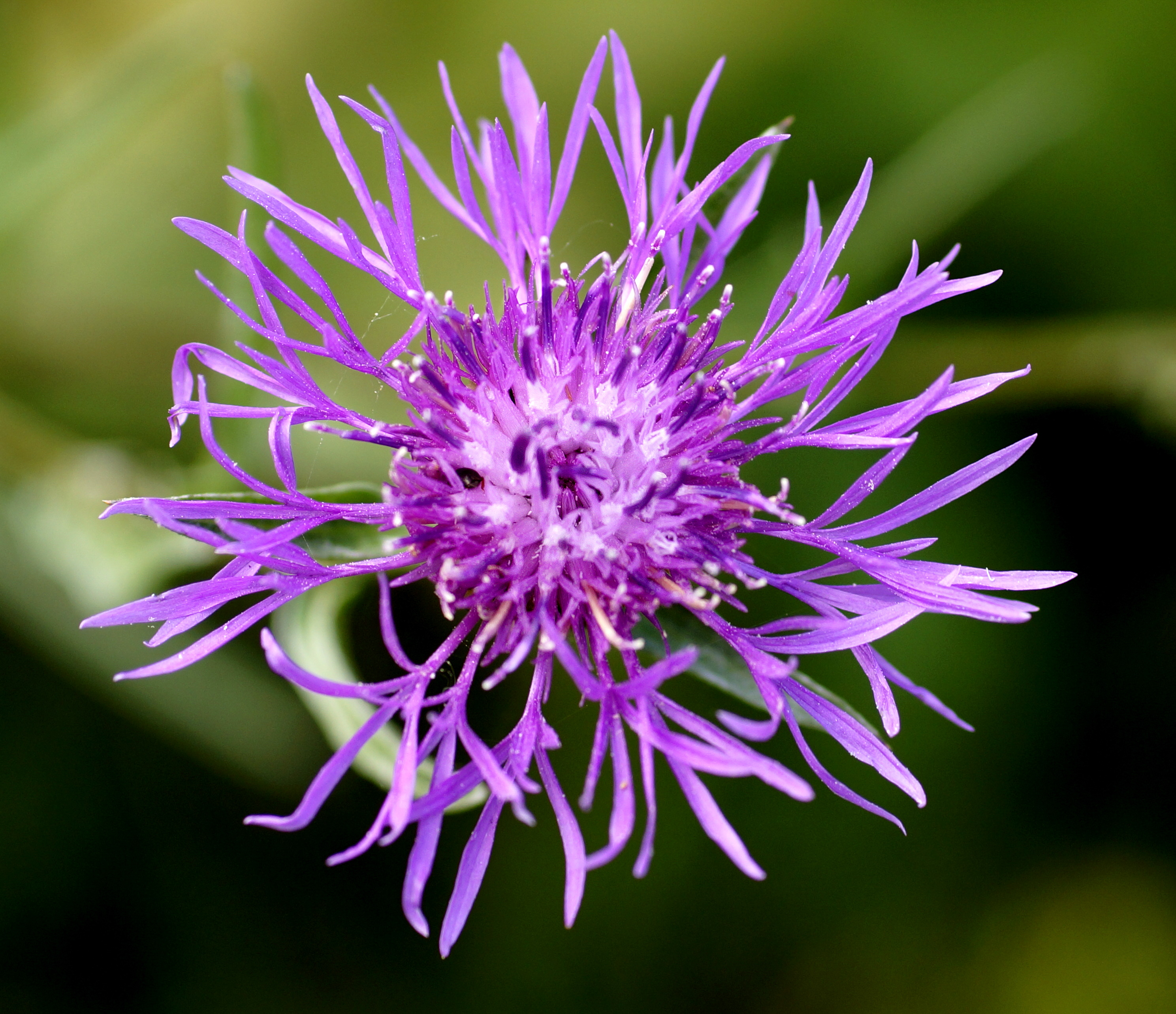
Квітка волошки лучної

Волошка лучна — багаторічна трав'яниста рослина з роду Волошки, висотою зазвичай близько метра.
Стебла — прямостоячі, міцні, шорсткі на дотик пагони у верхній частині гілкуються, закінчуючись одиночними кошиками. Листя — видовжене, сивувате від запушення.
Кошик, що не розкрився, являє собою жовтувату, гладеньку кульку. Цвіте протягом усього літа прикрашаючи луки і поляни яскравими рожевими плямами. Окремі квітучі рослини можуть зустрітися навіть восени, після листопаду.

## Запилення

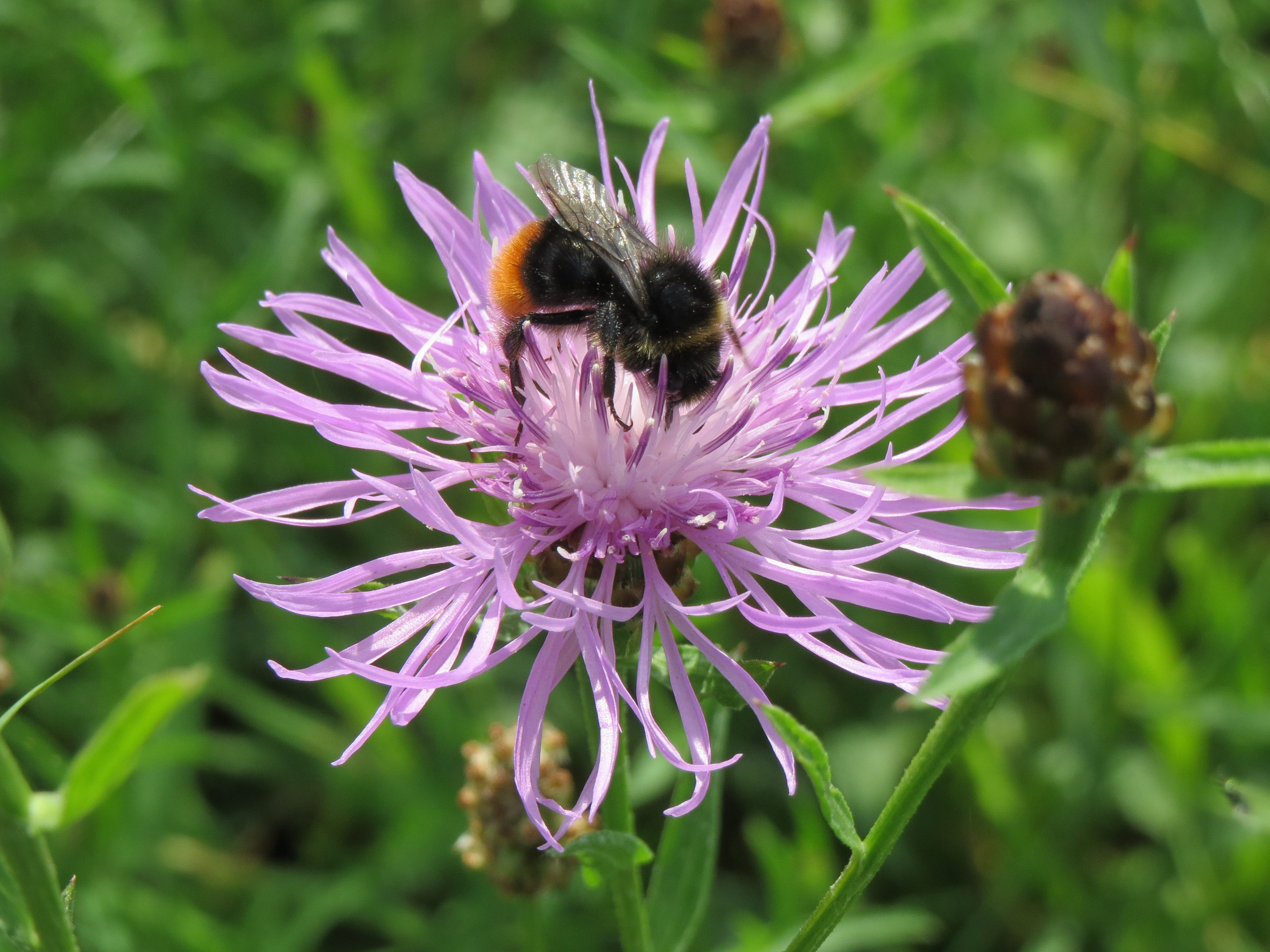
Комаха запилює волошку лучну

Квіти волошки лучної являють собою лілово-рожеві суцвіття-кошики. У них два типи квіток: крайові — воронкоподібні, безстатеві (без тичинок і маточок). Їх завдання — залучити комах — запилювачів до середини, скромнішим зовні, трубчастим квіткам. У них є і тичинки, і маточка. Плід волошки — сім'янка з чубчиком. Цікаво влаштовано запилення у волошок. У кожній трубчастій пелюстці пилок зібраний у грудочку у його верхнього краю, а зубці відгинах віночка зімкнуті над нею, як кришечка. Коли комаха торкається квітки, зубці відкриваються, трубка «зіщулюється», ковзаючи вниз, і грудочка пилку виштовхується назовні під черевце комахи. Після цього квітка знову закривається до наступного поштовху. Зазвичай у квітці 5-6 «порцій» пилку.

## Екологія

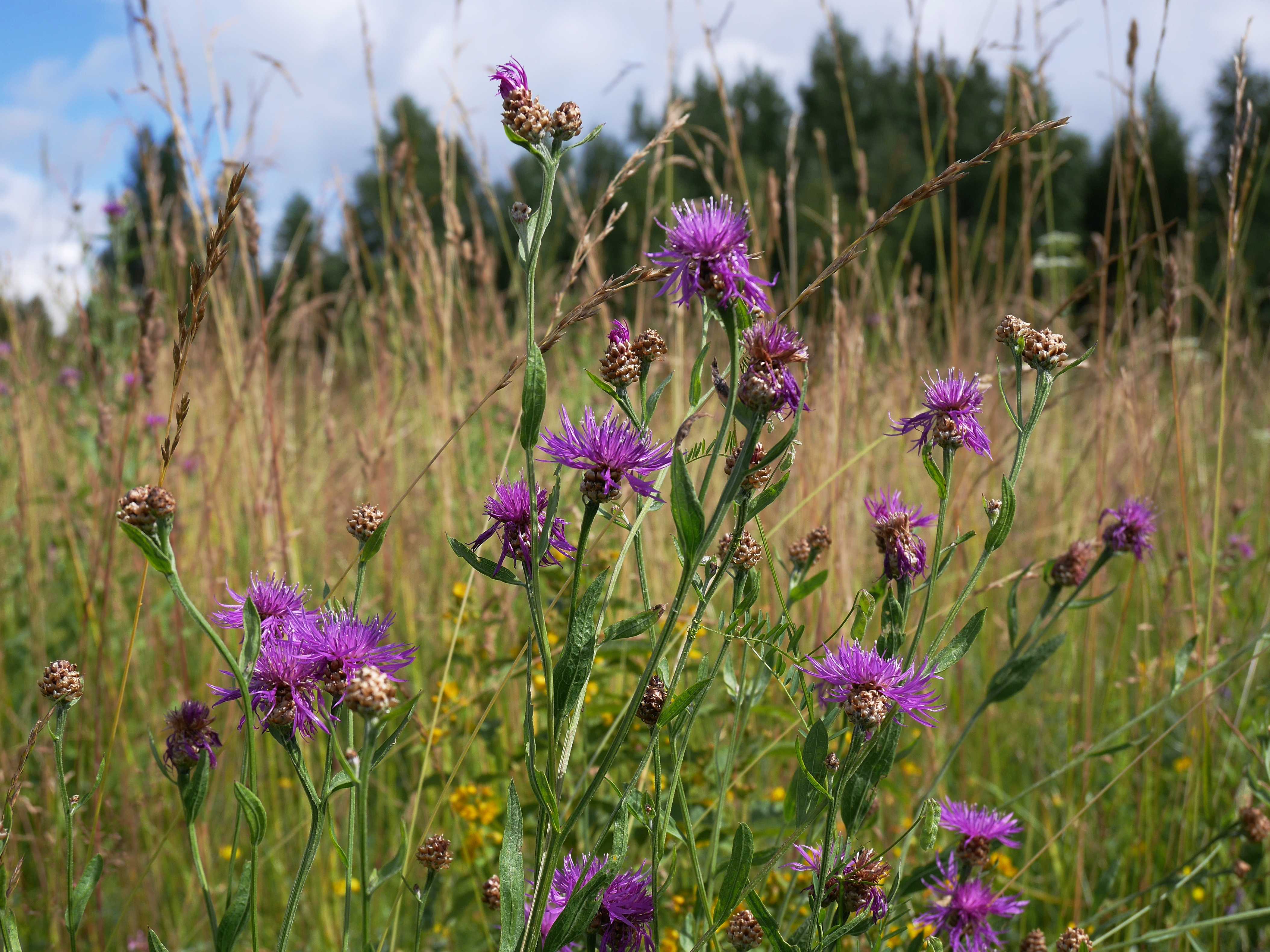
Волошка лучна в Білорусі

Росте на луках, лісових галявинах і узліссях лісу, на вирубках, серед чагарників, як рудеральна у житла, вздовж доріг, по залізничних насипах, межах.

## Поширення

### Природнийареал
- Африка
  - Північна Африка: Алжир; Марокко; Туніс
- Азія
  - Західна Азія: Туреччина
  - Кавказ: Грузія
  - Сибір: Алтайський край, Республіка Алтай, Новосибірська область, Тюменська область
- Європа
  - Північна Європа: Данія; Фінляндія; Норвегія; Швеція
  - Середня Європа: Австрія; Чехія; Німеччина; Угорщина; Нідерланди; Польща; Словаччина; Швейцарія
  - Східна Європа: Білорусь; Естонія; Латвія; Литва; Молдова; Російська Федерація — Європейська частина Росії; Україна
  - Південно-Східна Європа: Албанія; Боснія і Герцеговина; Болгарія; Хорватія; Греція; Італія; Північна Македонія; Чорногорія; Румунія; Сербія; Словенія
  - Південно-Західна Європа: Франція; Португалія; Іспанія

### Ареалнатуралізації
- Азія
  - Сибір: Красноярський край
- Австралія
  - Новий Південний Уельс, Квінсленд
- Європа
  - Середня Європа: Бельгія
  - Південно-Західна Європа: Корсика
- Північна Америка
  - Гренландія, Канада, США
- Південна Америка
  - Аргентина; Чилі

### Адвентивнийареал
- Європа
  - Північна Європа: Велика Британія

## Господарське значення
Засмічує переважно посіви багаторічних трав, зустрічається по околицях полів, рідко заходить в посіви. Заходи боротьби: перешкоджати засміченню посівного матеріалу або ґрунту насінням.

## Застосування
Волошки — добрі медоноси.
Використовують у народній медицині; має сечогінні, жовчогінні, протизапальні, знеболювальні властивості. Використовують настій при хворобах серця, головних і шлункових болях, жовтяниці, водянці, затримці менструації. Зовнішньо використовують настій кошиків волошки лучної при екземі, для купання дітей при діатезі. Розпарену траву прикладають до болючих ділянок тіла (розтягу м'язів та сухожилків).

## Синоніми
| - Behen jacea Hill - Calcitrapa jacea (L.) Peterm. - Calcitrapa pratensis (Salisb.) Peterm. - Centaurea commutata (Koch) Stankov - Centaurea croatica (Hayek) Soest - Centaurea decumbens Dubois ex Pers. - Centaurea hastata Gugler - Centaurea humifusa Gueldenst. ex Ledeb. - Centaurea jacea var. jacea - Centaurea jacea f. jacea - Centaurea jacea subsp. jacea - Centaurea jacea subsp. jungens Gugler - Centaurea jacea subsp. lusitanica Hayek - Centaurea jacea f. majuscula Rouy - Centaurea jacea f. scopulicola Rouy - Centaurea jungens Gugler | - Centaurea lacera Simonk. - Centaurea lusitanica (Hayek) Soest - Centaurea majuscula (Rouy) Soest - Centaurea media Gugler - Centaurea mollis Schleich. - Centaurea nemophila Jord. ex Nyman - Centaurea nigrescens Gren. & Godr. - Centaurea platylepis Peterm. - Centaurea pratensis (Lam.) Salisb. - Centaurea scopulicola (Rouy) Soest - Centaurea syrmiensis Gugler - Centaurea variabilis H.Lév. - Centaurea viretorum Jord. ex Nyman - Jacea pratensis Lam. - Jacea tomentosa Gilib. |

## Галерея

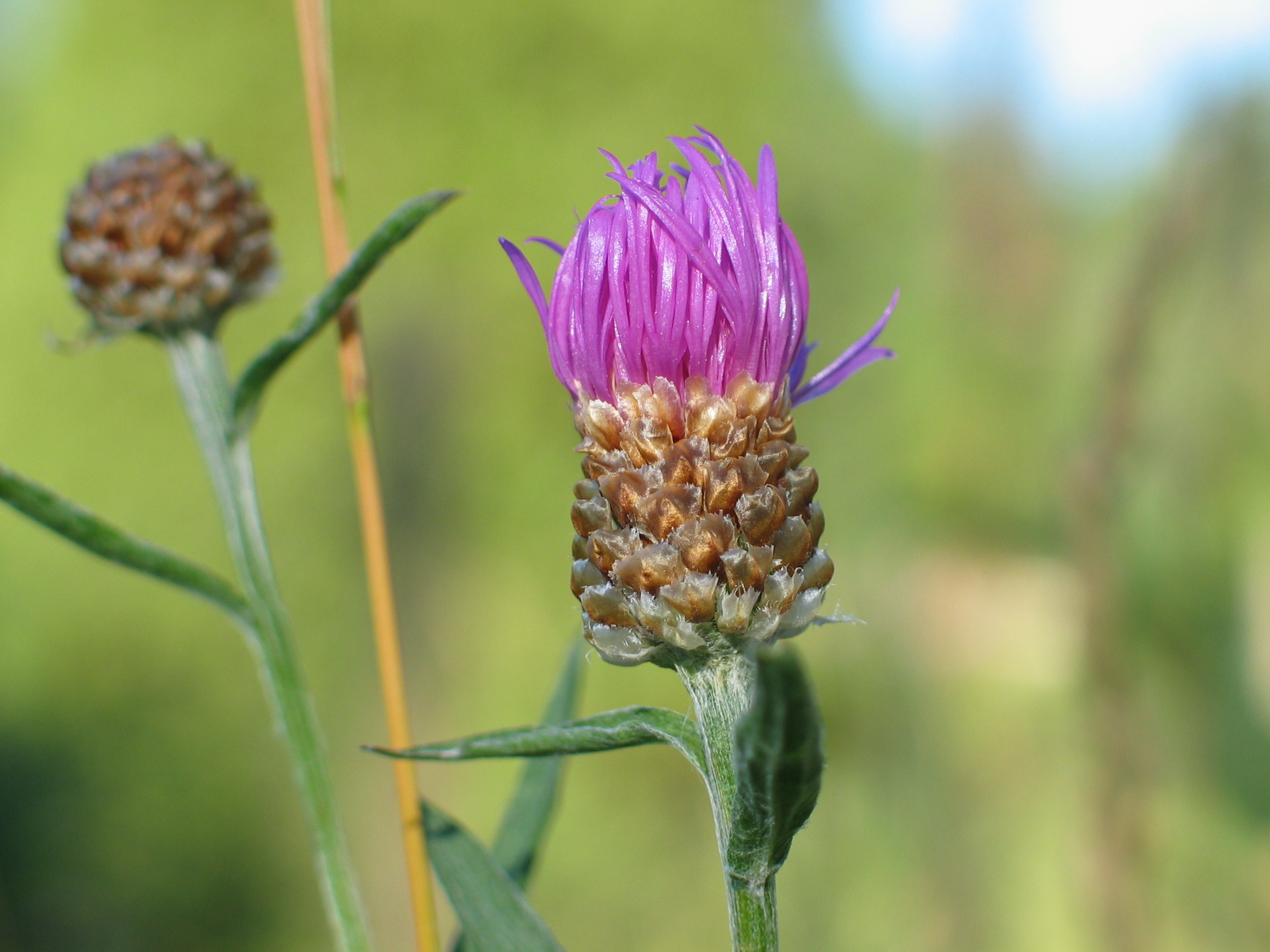
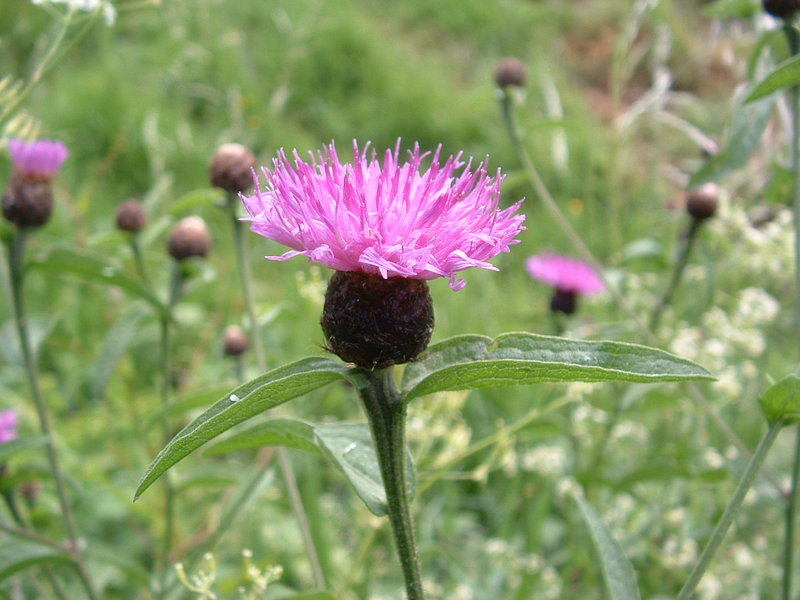
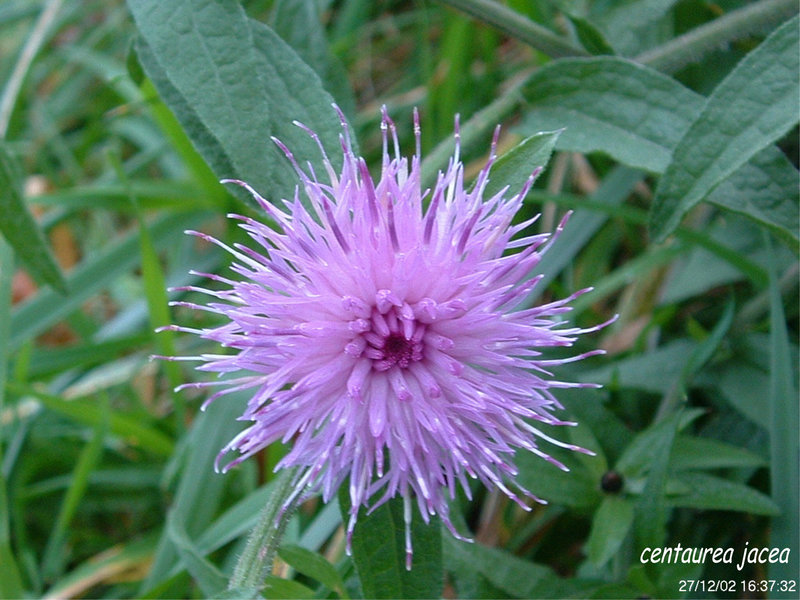
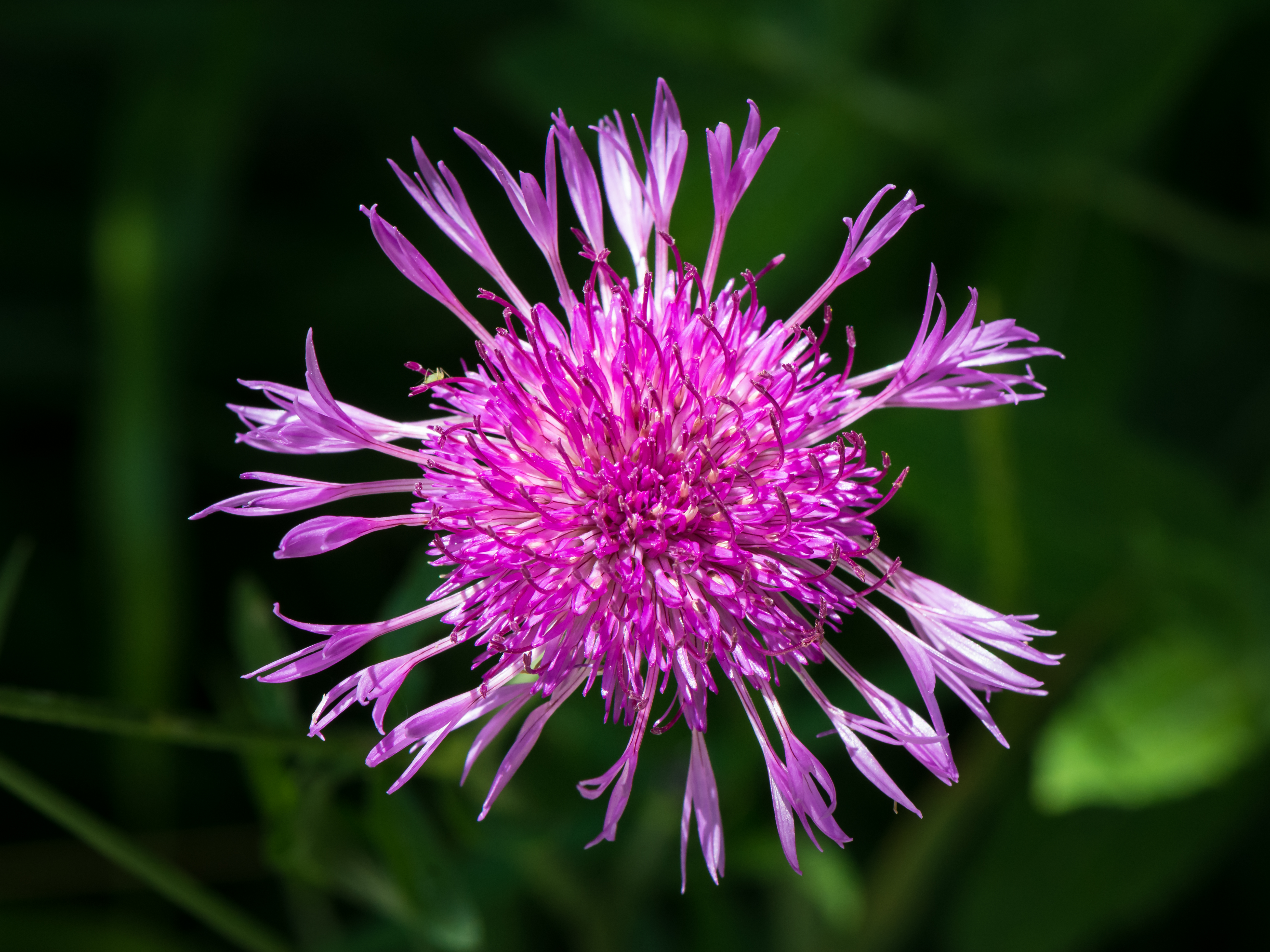
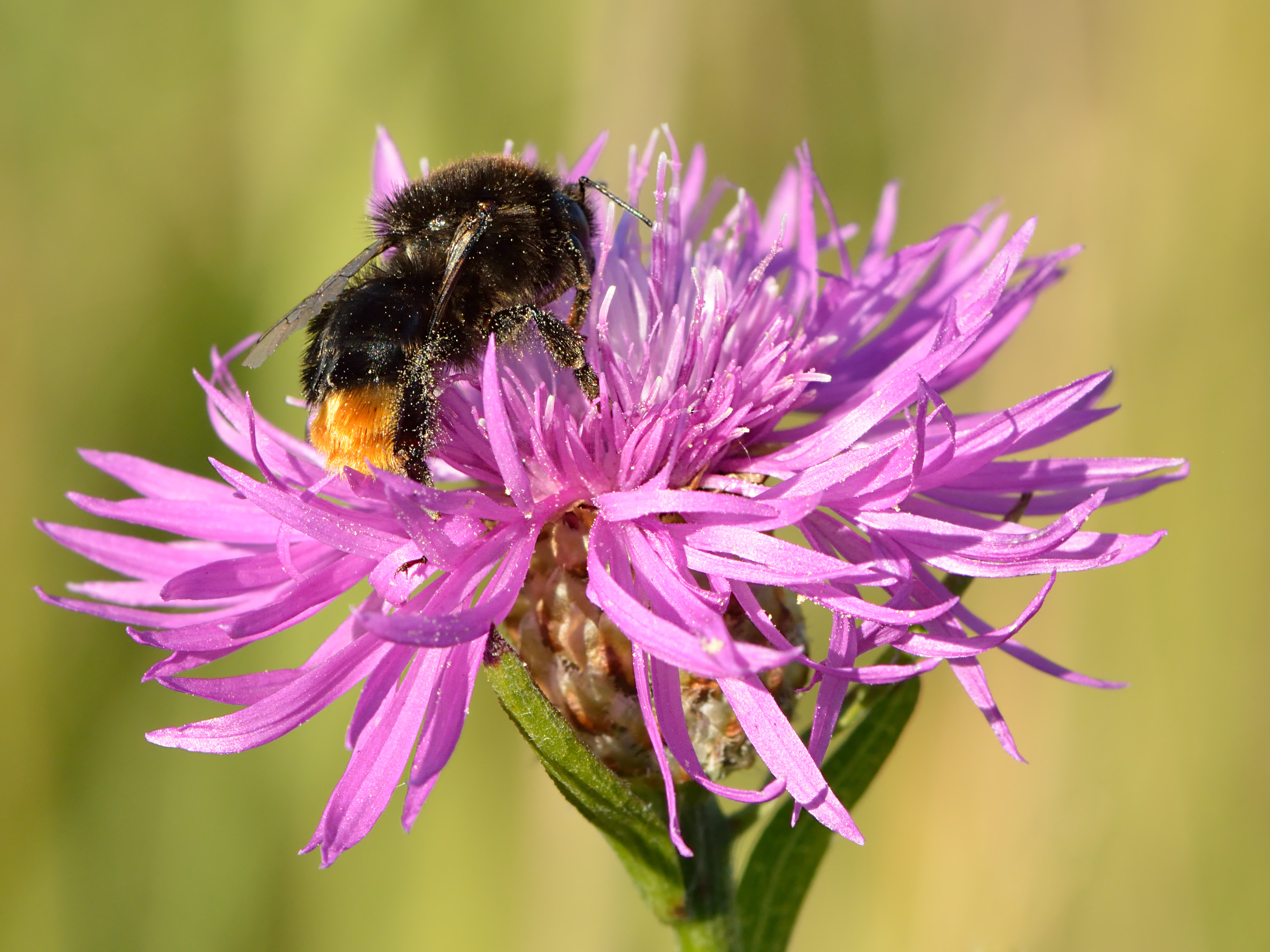